# Moché Haïm Luzzatto
Pour les articles homonymes, voir Luzzatto.

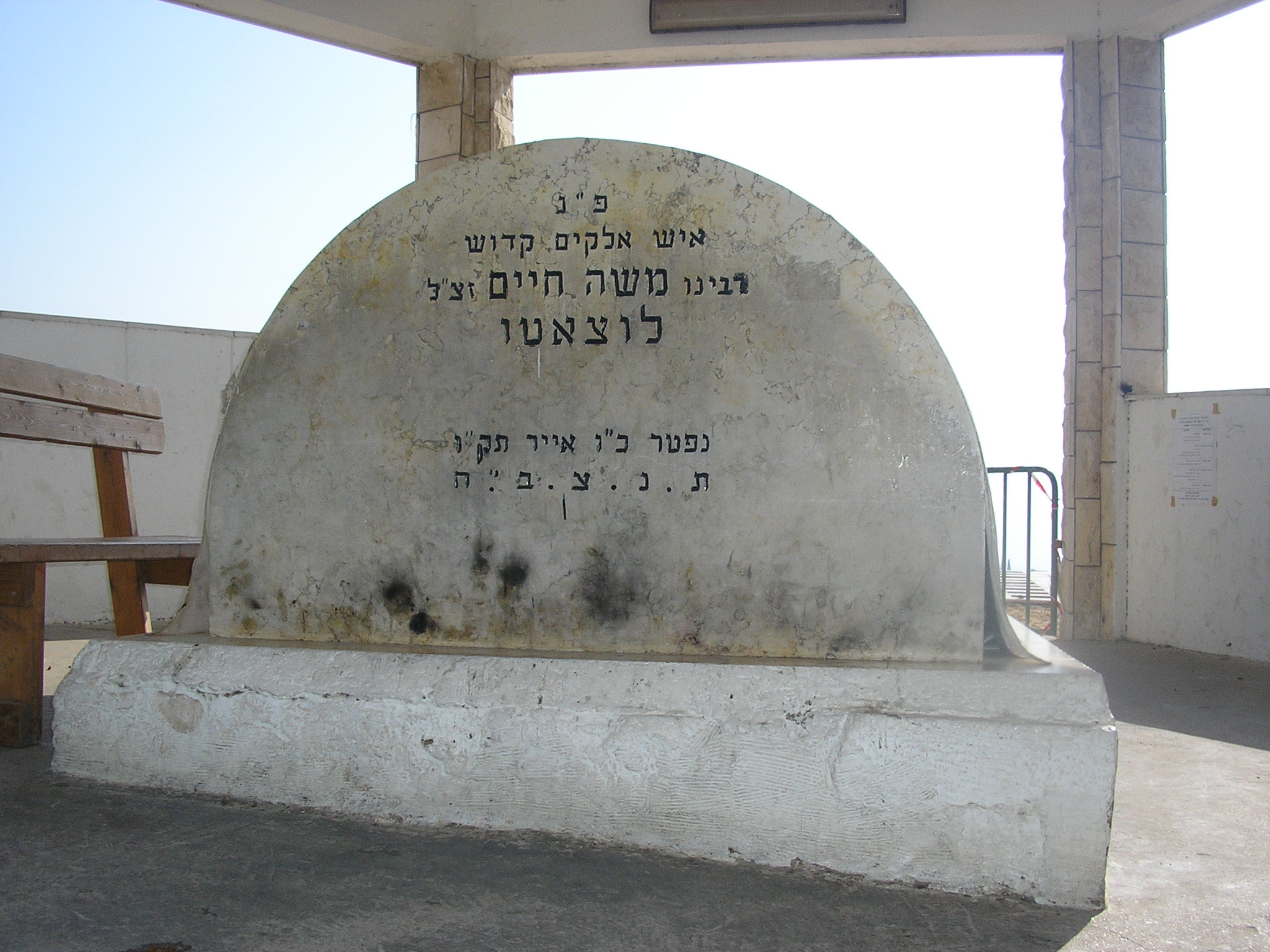
Le tombeau du Ramhal à Tibériade en Israël

Rabbi Moché Haïm Luzzatto (né en 1707 à Padoue et mort en 1746 à Acre), connu sous l'acronyme de son nom Ramhal, est un théologien juif, kabbaliste, auteur d'œuvre de moussar (morale) et poète.

## Biographie
Le Ramhal (acronyme de Rav Moshé Haim Luzzatto) naît en 1707 dans le ghetto de Padoue en Italie, qu'il ne quittera qu'en 1734. Les violentes attaques contre ses écrits l'obligent alors à abandonner sa ville natale pour Amsterdam. Dès leur publication, les écrits du Ramhal soulèvent une polémique.
La raison de cette controverse ne réside pas dans la propagation de la kabbale par un jeune homme, mais dans l'idée du messianisme qui émane de ses œuvres.
En effet, selon la légende, en 1727, le Ramhal, alors âgé de vingt ans, reçoit la révélation d'un maguid — un narrateur céleste — qui lui dicte le Zohar Tin'yana.
À l'instar de rabbi Chimon Bar Yo’haï — le maître du Zohar —, le Ramhal s'impose dès l'âge de vingt ans dans le canon toranique. 
Pourtant, en 1730, sous la pression des sages, hantés par l'idée du « faux messie » (Shabtai Tsvi), le Ramhal accepte de signer un « aveu », sur le conseil de son maître, rabbi Yeshaïa Isaïe Bassan. Cet aveu stipule l'interdiction d'écrire les secrets ou les révélations sous la forme araméenne du Zohar. La signature de l'aveu n'apaise pas les détracteurs du Ramhal, et les attaques se poursuivent sans répit, jusqu'au début de l'année 1735 où il est contraint de quitter l’Italie pour Amsterdam.
Il fait une escale dans le bet midrash du rabbin Yaacov Papirach, à Francfort. Il espère que dans cette ville d'érudits il pourra s'employer à dissiper les malentendus dont il est victime. Mais il est menacé de herem (anathème), s'il ne signe pas un second aveu qui, cette fois, stipule l'interdiction d'écrire des ouvrages sur la kabbale, de l'enseigner et même de l'étudier, avant l'âge de quarante ans.
Après avoir signé, le Ramhal se rend à Amsterdam. Dans cette ville il peut enfin retrouver une vie plus sereine. Il y compose des œuvres ayant trait, non pas à la kabbale directement, mais à l'éthique et à la foi. En 1740, il publie un livre, le traité de moussar (morale juive) Messilat Yecharim [« La Voie des justes »]. Toutes les communautés de la diaspora adoptent sans hésiter cet ouvrage, qui devient ainsi le traité fondamental de la morale juive. Pourtant, le Messilat Yécharim est plus qu'un livre de morale. Le Ramhal y enseigne la voie de la perfection qui conduit au « but ultime » : la prophétie. Il y montre la voie de la piété authentique, tant recherchée par les véritables maîtres de la Torah qui aspirent à l'union avec Dieu.
À Amsterdam, où il vit jusqu'en 1743, le Ramhal publie une dizaine de livres dont le fameux Derekh Hachem [« La Voie de Dieu »], véritable somme de la foi juive.
En 1743, le Ram’hal quitte Amsterdam pour se rendre en Erets Israël, à Acco (Acre). Trois ans plus tard, en 1746, le 26 Iyar, alors qu'il n'est âgé que de 39 ans, il décède des suites d'une épidémie. Il est enterré à Tibériade, à côté de rabbi Akiva ou à Kafr Yassif dans le cimetière juif.
Parmi ses œuvres que certains disent kabbalistiques se trouvent : Messilat yesharim, Derekh Hachem, Meguilat Setarim, Maamar HaGeoula, Razin Guenizin, Maamar HaIkarim, La Logique du Talmud (דרך תבונות), œuvre influencée par Pierre de La Ramée.

### Traductions
- Moses Chayyim Luzzato (trad. Aron Wolf et Jean Poliatschek, préf. Georges Vajda), Le Sentier de rectitude, Paris, 1956.
- Moses Chayyim Luzzato (trad. Yohanan Lederman), La logique du Talmud, Paris, Éditions de l'Éclat, 2013.
- Moses Chayyim Luzzato (trad. Joëlle Hansel), Le philosophe et le cabaliste, Verdier, 192 p.

### Études sur Luzzatto
- Mordékhaï Chriqui, Rabbi Moche Hayim Luzzatto, Le Flambeau De La Cabale 1707-1746, Canada, Éditions Ramhal, 1990.
- Joëlle Hansel, Kabbale et philosophie. Moïse Hayyim Luzzatto (1707-1746), Paris, éditions du Cerf, 2004.